# LibreOffice
LibreOffice — кроссплатформенный, свободно распространяемый офисный пакет с открытым исходным кодом, созданный как ответвление OpenOffice.org в 2010 году. Разрабатывается сообществом из более чем 480 программистов под эгидой некоммерческого фонда The Document Foundation за счёт пожертвований отдельных лиц и организаций.
Офисный пакет содержит в себе текстовый и табличный процессор, программу для подготовки и просмотра презентаций, векторный графический редактор, систему управления базами данных и редактор формул. Основным форматом файлов, использующимся в приложении, является открытый международный формат OpenDocument (ODF, ISO/IEC 26300), но возможна работа и с другими популярными форматами, в том числе Office Open XML, DOC, XLS, PPT, CDR.
Офисный пакет распространяется под общественной лицензией MPL 2.0, поэтому может свободно устанавливаться и использоваться в бюджетных и коммерческих организациях, а также на домашних компьютерах и в учебных заведениях.
LibreOffice интенсивно развивается и с момента своего появления вобрал в себя множество дополнительных возможностей. Пакет представлен в версиях для различных операционных систем персональных компьютеров и мобильных устройств, а также в облачной редакции LibreOffice Online.

## История
28 сентября 2010 года разработчики и промоутеры сообщества OpenOffice.org объявили о создании независимого от Oracle ответвления офисного пакета. Активные разработчики были недовольны жёсткой политикой централизованного управления разработкой, которую навязывала компания Oracle. Основатели The Document Foundation заявили, что принципами новой организации станут:
- независимое и самоуправляемое на принципах меритократии сообщество;
- сохранение всех лучших особенностей сообщества OpenOffice.org и продолжение развития;
- предоставление свободы без ограничений разработчикам, а также создание высококачественного офисного пакета для пользователей;
- поощрение помощи коммерческих компаний, которые, например, спонсируют работу разработчиков.

В отличие от Oracle, The Document Foundation рассчитывает на активное участие сообщества в разработке офисного пакета. Разработчики LibreOffice надеялись на объединение с другими форками OpenOffice.org, в результате произошло слияние с проектом Go-oo.
Среди направлений, в которых планировалось вести работу, выделялись: обеспечение совместимости с другими альтернативными текстовыми форматами других офисных пакетов; работа со встроенными шрифтами, полный отказ от Java. Для проверки корректности поддержки OOXML планировали сформировать набор эталонных тестовых документов и опубликовать результаты работы под лицензией Apache.
Также выделение в новый проект является неплохим шансом избавиться от рудиментов. Разработчикам предстояло принять немало трудных решений и решить большое число задач. Например удаление из состава пакета набора программ SeaMonkey, ранее входивших в его состав или разработка вычисления новых координат при перемещении курсора вверх и вниз, так как ранее выполнялся цикл по всем возможным положениям курсора в документе, что сказывалось на производительности.
Поддержку фонду оказали компании Google, Novell, Red Hat, Canonical, OSI, FSF, The GNOME Foundation и ряд других организаций.
Разработчики LibreOffice обратились к Oracle с просьбой безвозмездно передать в руки сообщества бренд OpenOffice.org, а также принять участие в развитии проекта. Вначале компания на оба предложения ответила отказом, отметив при этом, что мешать проекту никак не будет. Впоследствии Oracle всё же передала управление над проектом OpenOffice.org свободному сообществу и сообщила также о том, что коммерческая версия данной программы больше поставляться не будет.

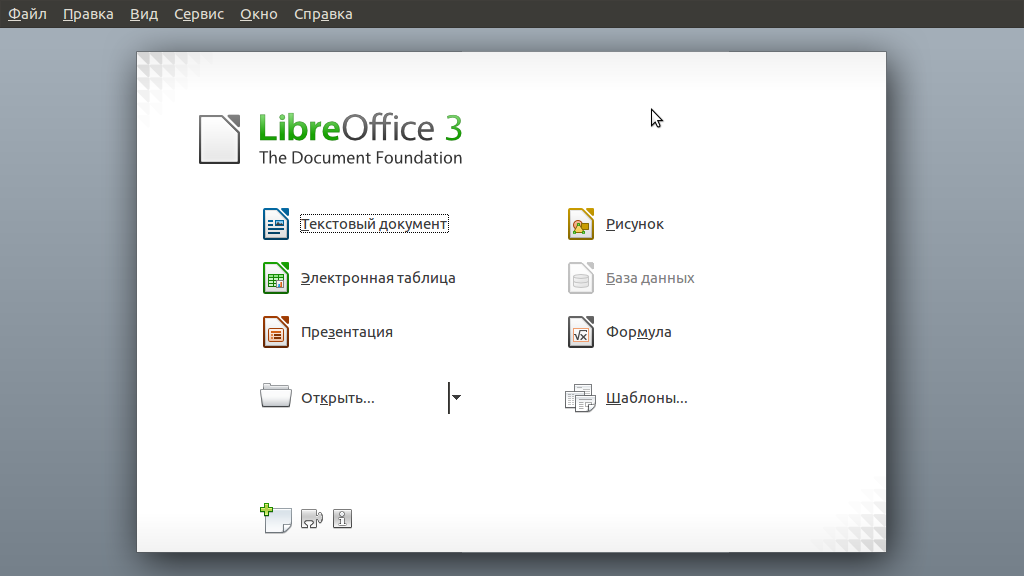
Стартовый экран LibreOffice 3

Первая бета-версия офисного пакета LibreOffice вышла для платформ Windows, Linux и macOS. В отличие от OpenOffice.org бета-версия LibreOffice была выпущена только с англоязычным интерфейсом. Вторая бета-версия под платформу Windows включала пакеты поддержки национальных языков, а для других платформ могли быть загружены дополнительные языковые пакеты.
LibreOffice стал основным офисным пакетом в большинстве дистрибутивов Linux. Марк Шаттлворт, основатель Canonical, заявил, что LibreOffice заменит OpenOffice.org в выпусках операционной системы Ubuntu начиная с версии 11.04. Такая замена была предпринята сразу после выхода LibreOffice в операционной системе Gentoo. LibreOffice стал офисным пакетом по умолчанию в openSUSE начиная с версии 11.4, Calculate Linux, Pardus начиная с версии 2011 и AgiliaLinux начиная с версии 8.0, Fedora начиная с 15-го релиза и многих других.

Хронология ответвлений StarOffice. LibreOffice показан зелёным цветом

Из последнего отчёта на презентации в Париже разработчики LibreOffice в лице The Document Foundation анонсировала выпуск проекта LibreOffice Online, предназначенного для организации удалённой работы с офисным пакетом с использованием Web-браузера. Подобный проект стал возможным благодаря портированию LibreOffice на использование библиотеки GTK+ 3.2, в состав которой включён новый бэкенд для HTML5, дающий возможность отрисовывать вывод GTK-приложений в окне web-браузера.
Также среди новшеств Document Foundation объявила о создании сокращённых версий офисных приложений для мобильных платформ Apple iOS и Google Android. При создании порта будут использованы наработки Тора Лилквиста (Tor Lillqvist), работающего в SUSE и известного работой по портированию Gimp для Windows. Основной целью создания варианта LibreOffice для iOS и Android является желание предоставить возможность работы с полноценным офисным пакетом пользователям планшетных ПК.
Среди будущих планов разработчиков — адаптация LibreOffice для устройств с небольшим экранным разрешением, таких как смартфоны.
24 октября 2011 года на конференции в Париже разработчиков LibreOffice один из разработчиков проекта Тимар от лица Ласло Немета (Laszlo Nemeth), работающего с венгерским филиалом фонда FSF, рассказал о работе по добавлению в LibreOffice функций, более свойственных профессиональным издательским системам. Речь идёт об улучшенной поддержке типографики, включая микротипографику и оптические поля, о поддержке функций OpenType и сложных письменностей, а также о корректном создании цветоделённых PDF с задаваемым cropbox.
В LibreOffice 3.4 интегрирован Graphite 2 — новая версия разработанного SIL шрифтового движка Graphite, который позволяет работать со сложными письменностями (впервые поддержка Graphite появилась в OpenOffice.org v3.2).
31 октября 2011 года Document Foundation запустила в эксплуатацию два репозитория: extensions.libreoffice.org и templates.libreoffice.org в которых представлена коллекция дополнений и шаблонов типовых форм документов и макетов оформления презентаций. Под дополнениями понимаются инструменты, которые могут быть добавлены или удалены независимо от основного приложения LibreOffice. Дополнения могут как добавлять принципиально новые возможности, так и расширять или упрощать работу с существующей функциональностью. В каталоги принимаются только дополнения и шаблоны под свободными лицензиями. Для выделения наиболее полезных и интересных элементов каждому дополнению присваивается определённый рейтинг, вычисленный на основе положительных и отрицательных отзывов пользователей. Интерфейс каталогов написан на языке Python с использованием платформы Plone.
14 декабря 2016 года был обновлён сайт с расширениями и шаблонами.
За период времени с января 2011 года (первый стабильный выпуск) по октябрь 2011 года офисный пакет был загружен приблизительно 7,5 млн. раз.
Уполномоченные представители Германии и Швейцарии представили детальную спецификацию, в которой перечислены проблемные моменты и рекомендации по улучшению поддержки формата OOXML в офисных пакетах LibreOffice и OpenOffice.org. Для реализации проекта по улучшению импорта, отображения и обработки данных в формате OOXML сформирована новая рабочая группа «Office Interoperability», которая займётся вопросами совместимости различных офисных пакетов.
С июня 2015 года LibreOffice появился в магазине Apple.
Начиная с версии 5.3, выпущенной в феврале 2017 года, доступен исходный код онлайн-офисного пакета LibreOffice Online.
Последняя редакция 5.4.4.2 для 32 разрядного офиса поддержка данной архитектуры закончена.

## Состав пакета
| Модуль | Модуль  | Назначение                                                                            | Расширение имени файла | Похожие приложения                                                  |
| ------ | ------- | ------------------------------------------------------------------------------------- | ---------------------- | ------------------------------------------------------------------- |
|        | Writer  | Текстовый процессор и визуальный редактор HTML                                        | odt                    | AbiWord, KWord, Microsoft Word, Pages, TextMaker                    |
|        | Calc    | Табличный процессор                                                                   | ods                    | Gnumeric, KCells, Microsoft Excel, Numbers, PlanMaker               |
|        | Impress | Программа подготовки презентаций                                                      | odp                    | Keynote, KPresenter, Microsoft PowerPoint, SoftMaker Presentations  |
|        | Draw    | Векторный графический редактор                                                        | odg                    | Adobe Illustrator, CorelDRAW, Dia, Inkscape, Kivio, Microsoft Visio |
|        | Math    | Редактор формул                                                                       | odf                    | KFormula, MathType, Microsoft Equation Tools                        |
|        | Base    | Механизм подключения к внешним СУБД и встроенная СУБД Firebird (До версии 6.2 HSQLDB) | odb                    | Kexi, Microsoft Access                                              |

### Writer
Writer — текстовый процессор и визуальный редактор HTML. Содержит все необходимые функции современного полнофункционального текстового процессора и инструмента публикаций. В дополнение к обычным особенностям текстового процессора (проверка правильности написания, тезаурус, расстановка переносов, автозамена, поиск и замена, автоматическое составление оглавлений), Writer обеспечивает следующие возможности:
- работа со стилями и шаблонами;
- методы макетирования страниц, включая рамки, столбцы и таблицы;
- внедренная или связанная графика, электронные таблицы, и другие объекты;
- встроенные средства рисования;
- работа с составным документом;
- отслеживание изменений в версиях документов;
- интеграция с базами данных, включая базу данных библиографии;
- экспорт в формат PDF, включая закладки;

Пользователь может ознакомиться с возможностями программы в «Справке LibreOffice Writer», вызывая с помощью клавиши F1.

#### Поддержка форматов файлов
«Родным» для офисного пакета LibreOffice является стандартный формат файлов офисных документов OpenDocument Format (ГОСТ Р ИСО/МЭК 26300-2010. Введён в действие с 1 июня 2011 года).
Формат текстового документа ODF имеет расширение .odt, а шаблон текстового документа — .ott.
Кроме того, LibreOffice Writer поддерживает форматы Microsoft Word различных версий, в частности, позволяет работать с документами формата Microsoft Word 97/2000/XP/2003 (*.doc), а также формата OOXML (*.docx). Также в нём реализована функция экспорта документа в формате переносимого документа PDF.

## Пользовательский интерфейс

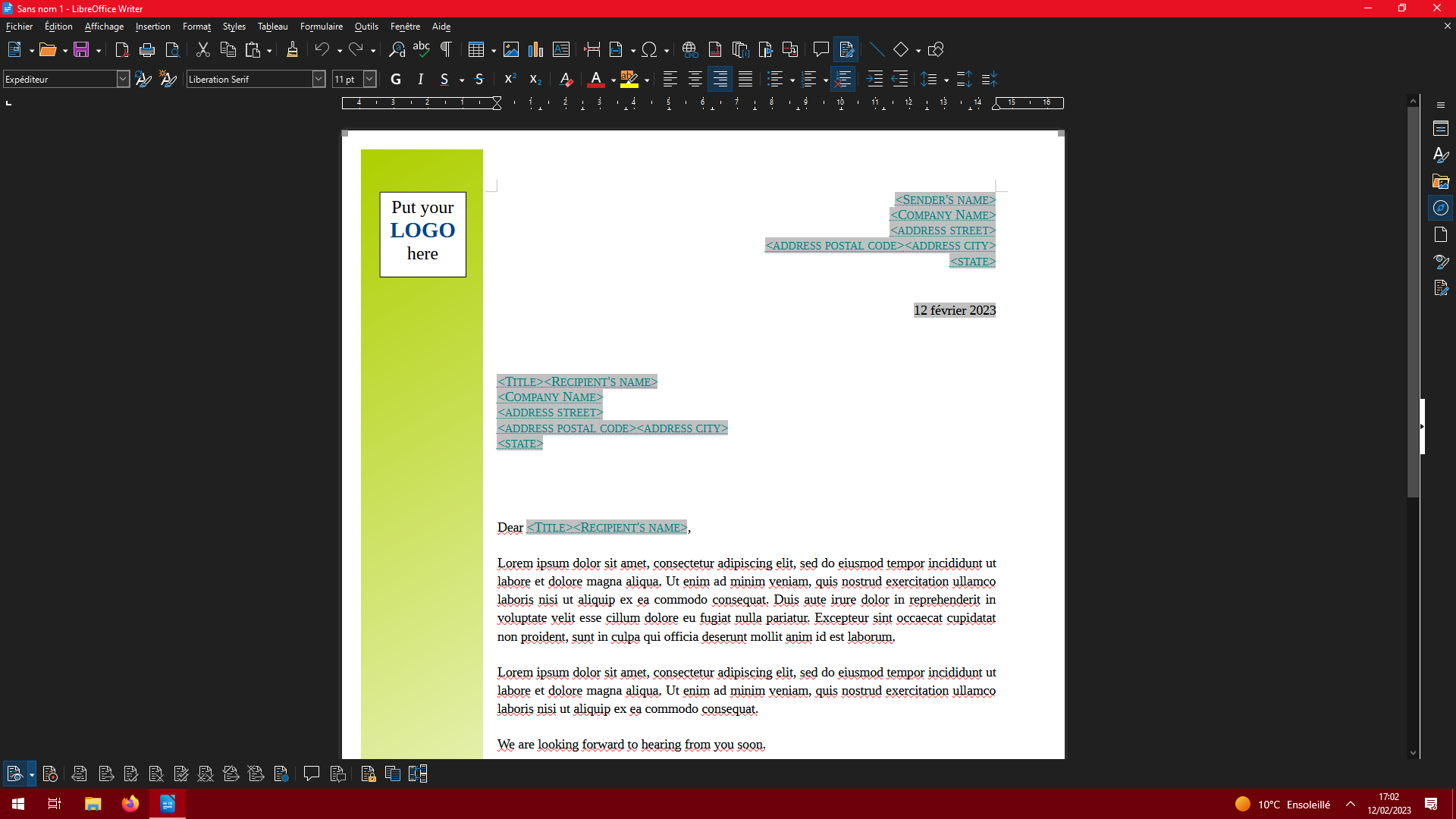
LibreOffice 7.5.0 Writer в Windows 10
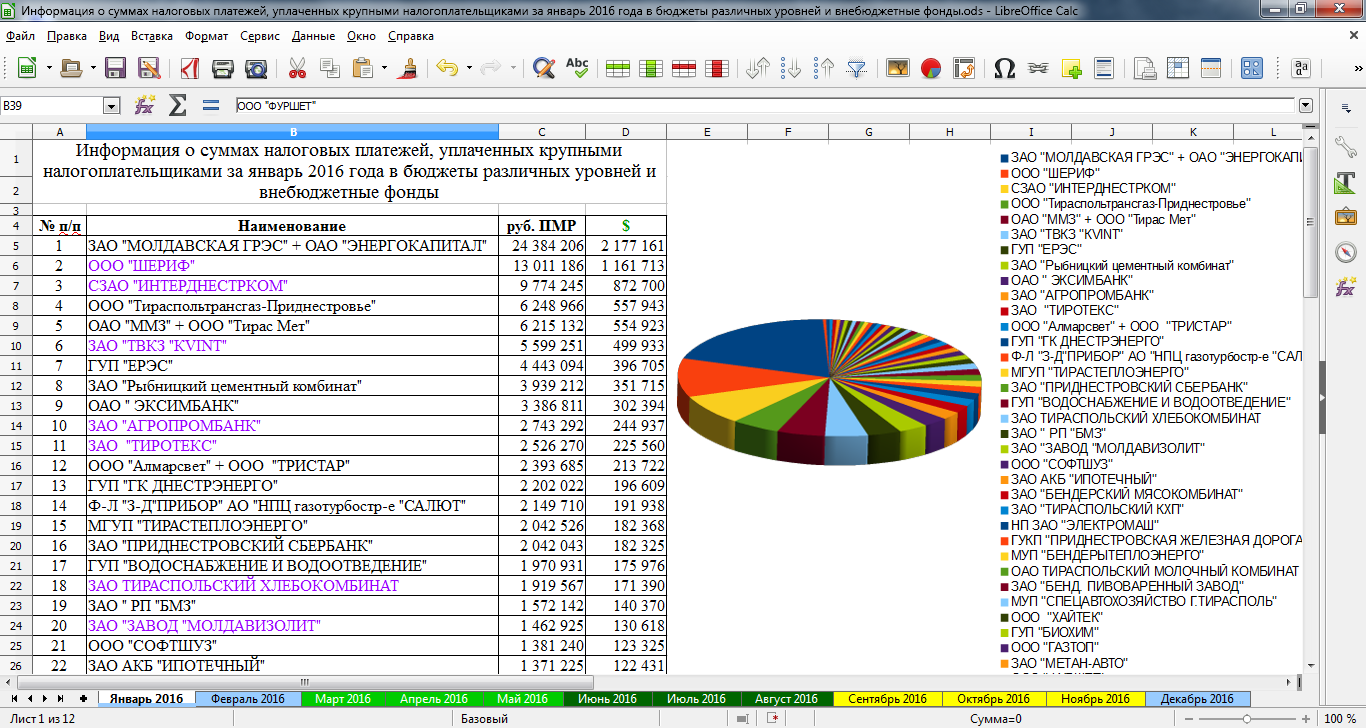
LibreOffice 5.0.5 Calc в Windows 7
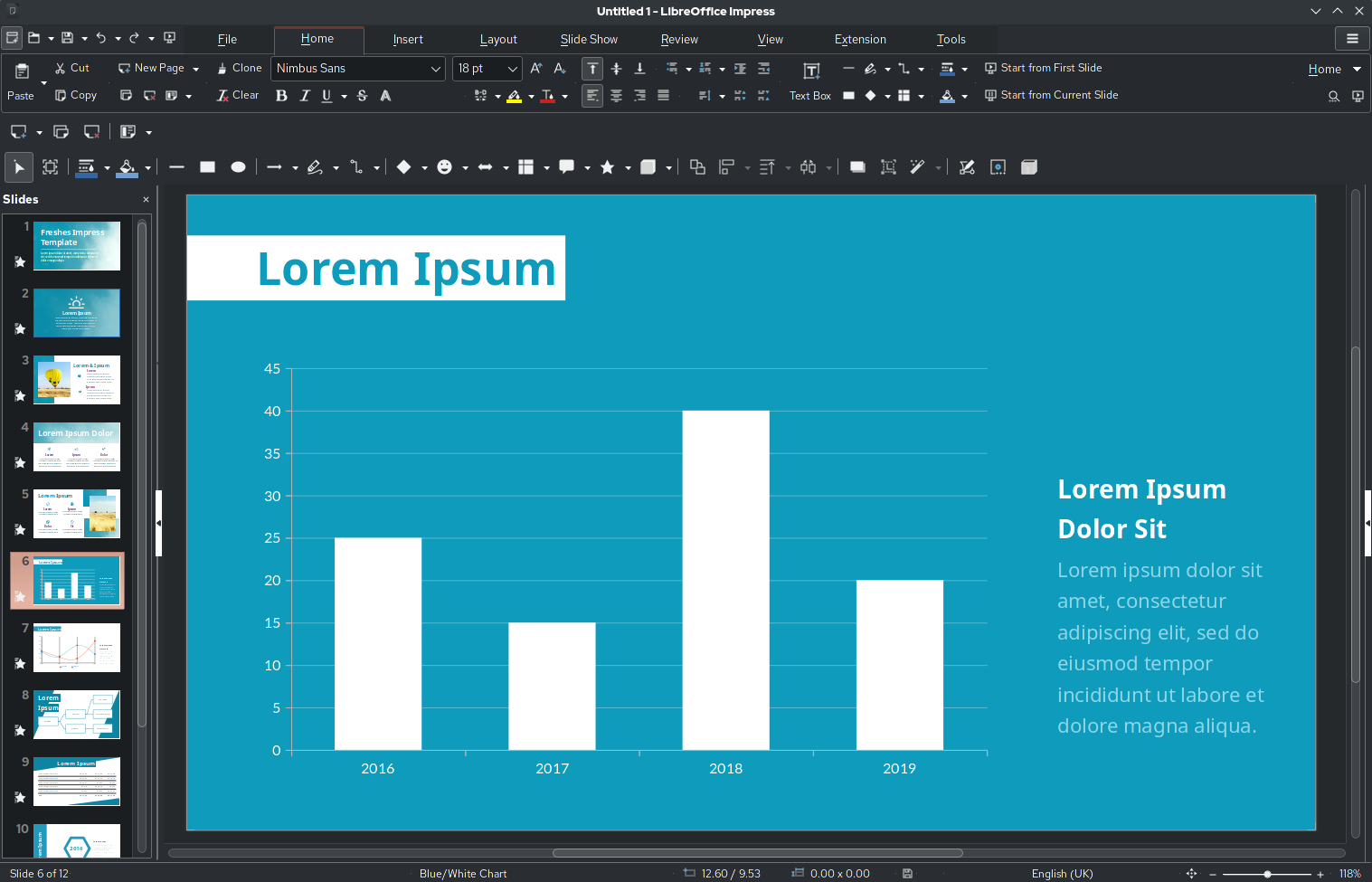
LibreOffice 7.2.4 Impress в Linux KDE
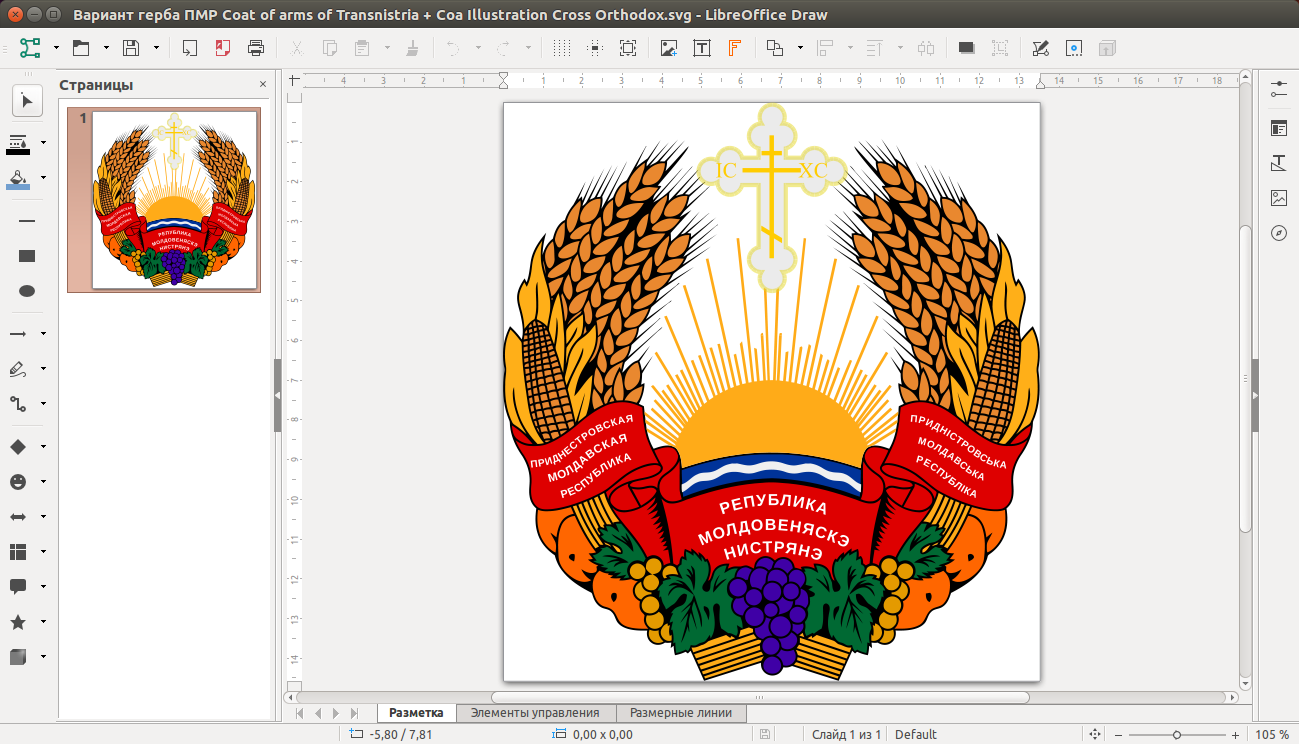
LibreOffice 5.1.2 Draw в Ubuntu 16.04
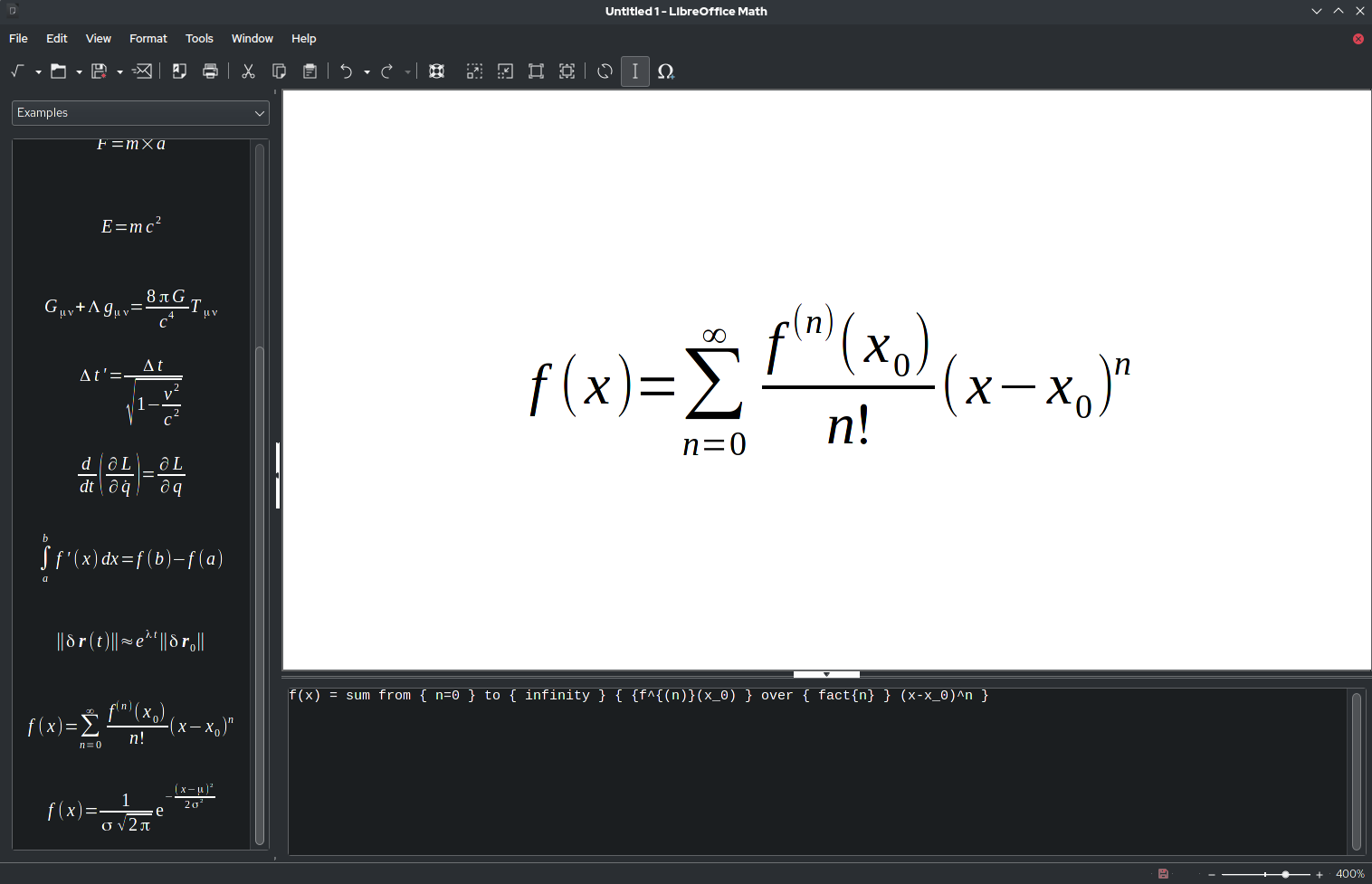
LibreOffice 7.2.4 Math в Linux KDE
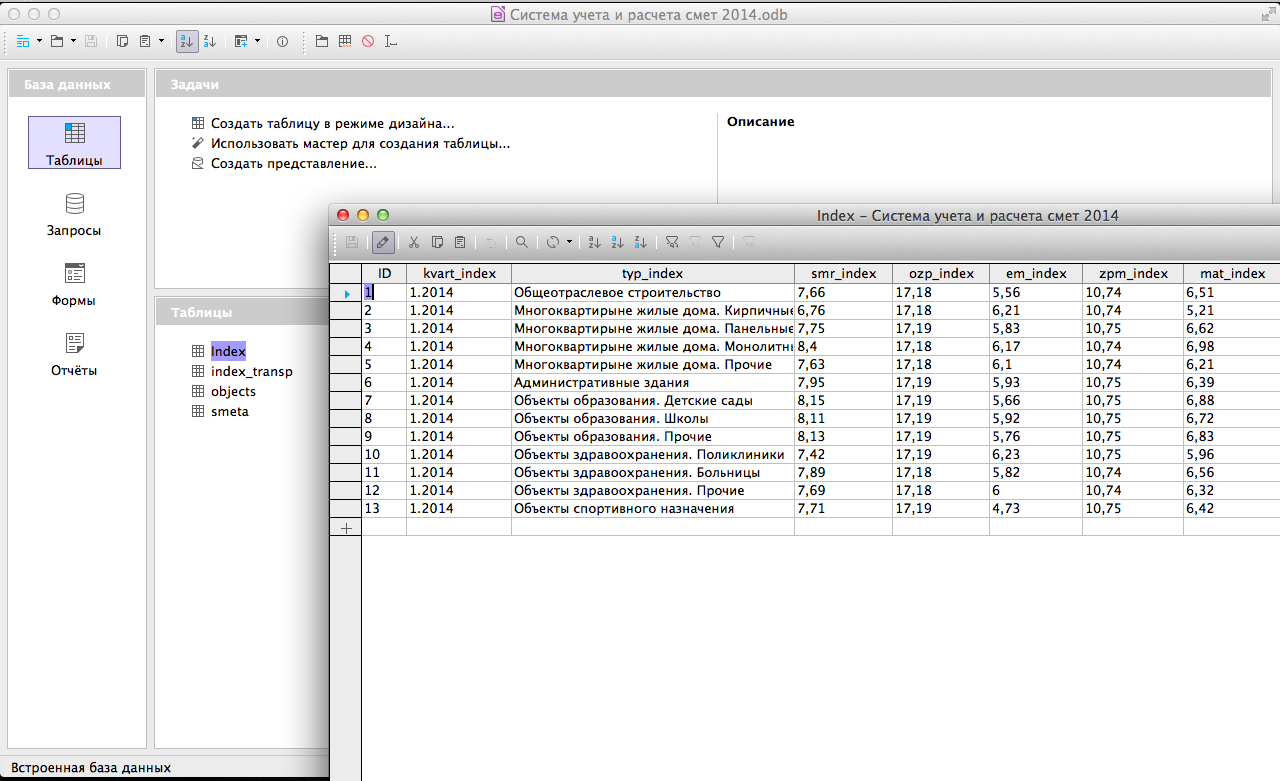
LibreOffice 5.0.1 Base в Mac OS X 10.9.5

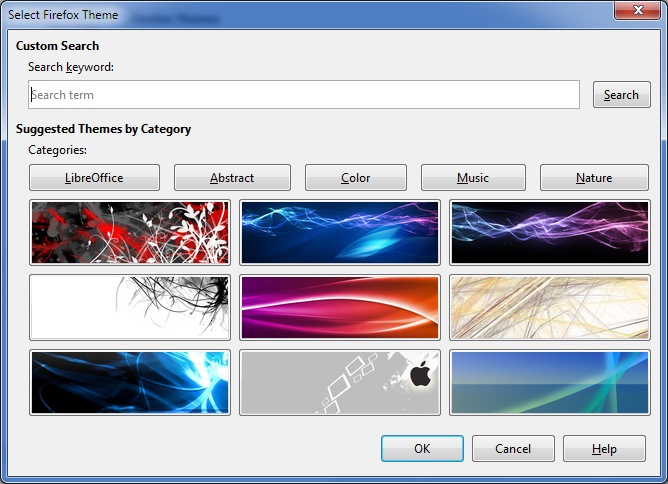
Выбор темы оформления

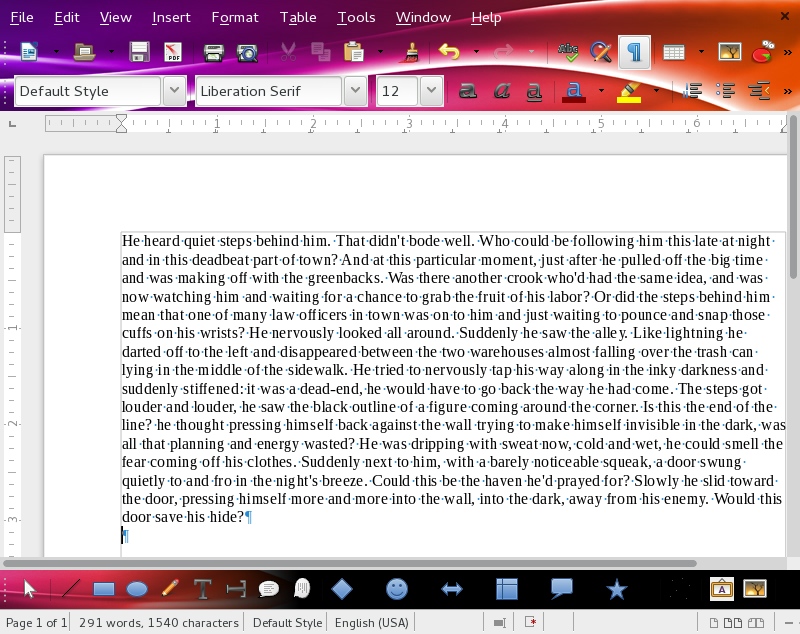
LibreOffice с темой оформления от FireFox

Внешний вид офисного приложения может быть изменён в соответствии с предпочтениями пользователя. Начиная с версии 4.4.х были введены темы оформления от FireFox для LibreOffice.
Также существует множество иконок, как официальных, так и не официальных.

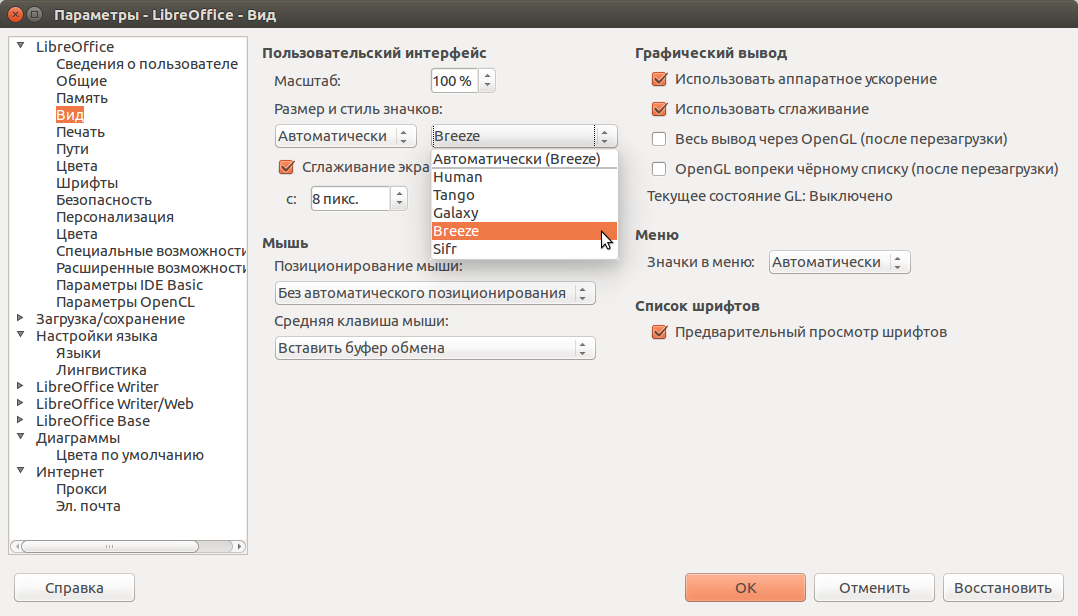
Выбор иконок оформления

Начиная с версии 5.3.x в LibreOffice был добавлен ленточный интерфейс, который по умолчанию скрыт.

## LibreOffice Basic
LibreOffice Basic — это язык программирования, аналогичный Microsoft Visual Basic для приложений (VBA), но основанный на OpenOffice Basic. Он доступен в Writer, Calc и Base. Он используется для написания небольших программ, известных как «макросы», причем каждый макрос выполняет другую задачу, например, подсчет слов в абзаце.

## LibreOffice Online
LibreOffice Online — это онлайн-офис-издание LibreOffice. Это веб-приложение, позволяющее элементарное совместное редактирование документов в веб-браузере путем утилизации «ядра» LibreOffice. Исходный код LibreOffice Online был впервые выпущен с LibreOffice версии 5.3 в феврале 2017 года.
В октябре 2020 года Collabora объявила о переносе своей работы над Collabora Online из инфраструктуры The Document Foundation в GitHub.

## История версий
Самый первый выпуск, под номером х.у.0, не предназначен для широкой аудитории и формируется для проведения тестирования за месяц до даты выхода новой версии. Информация о выходе тестовых версий (Alpha1, Beta1, RC1, RC2, RC3) публикуется только в рассылке для разработчиков.
Выход крупных версий LibreOffice осуществляется 2 раза в год: в феврале и сентябре. Даты выхода синхронизированы с другими проектами свободного программного обеспечения (например Gnome) и как минимум на месяц опережают выпуски основных дистрибутивов Linux.
Первые версии LibreOffice имеют третью значащую цифру после точки (х.у.1, х.у.2, х.у.3) и предназначены для подготовленных пользователей, или же тех, кто стремится первым опробовать новую версию. Разработчики называют данный выпуски «реальным тестированием».
Последующие выпуски (х.у.4, х.у.5, х.у.6, х.у.7) являются более проверенными и стабильными и рекомендуются для ежедневного использования среди корпоративных или более консервативных пользователей.
Таким образом, на сайте LibreOffice одновременно доступны для скачивания две актуальные версии для разных категорий пользователей.

### Не поддерживаемые версии LibreOffice
| Не поддерживаемые версии LibreOffice | Не поддерживаемые версии LibreOffice | Не поддерживаемые версии LibreOffice | Не поддерживаемые версии LibreOffice |
| Выпуск                               | Версия                               | Дата выхода                          | Основные изменения, описание и комментарии |
| ------------------------------------ | ------------------------------------ | ------------------------------------ | --- |
| 3.x                                  | 3.3.0 beta                           | 14 октября 2010 года                 | |
| 3.x                                  | 3.3                                  | 25 января 2011 года                  | - добавлен импорт файлов в формате SVG - значительно улучшен RTF экспорт - встраивание стандартных шрифтов PDF |
| 3.x                                  | 3.4                                  | 3 июня 2011 года                     | |
| 3.x                                  | 3.5                                  | 14 февраля 2012 года                 | - добавлена поддержка файлов в формате Office Open XML (DOCX) |
| 3.x                                  | 3.6                                  | 8 августа 2012 года                  | - Последняя версия, поддерживающая операционные системы Windows 2000 SP4, Windows XP без пакетов обновлений и Windows XP SP1/SP1a. |
| 4.x                                  | 4.0                                  | 7 февраля 2013 года                  | Причина перехода к версии 4: Произведена чистка API, который стал более мощным и простым в использовании, но ценой этого стало нарушение совместимости с прошлой кодовой базой Основные изменения: - Осуществлён переход на использование нового графического стека, применены новые методы организации работы интерфейса и задействование нового формата оформления виджетов и диалогов - Встроен интерпретатор Python - Добавлена поддержка протокола CMIS - Добавлена возможность сохранения произвольных диаграмм в изображения форматов png и jpg - Поддержка тем оформления от Mozilla Fiefox для изменения внешнего вида |
| 4.x                                  | 4.1                                  | 25 июля 2013 года                    | - Экспериментальные боковые панели, перенесённые из Apache OpenOffice; - Возможность вращения изображений, встроенных в документ, с шагом 90 градусов; - Возможность встраивания шрифтов в файл документа; - а также многое другое |
| 4.x                                  | 4.2                                  | 30 января 2014 года                  | Основные изменения: - Новое стартовое окно, новый движок в Calc; - Значительное улучшение фильтров экспорта и импорта в OOXML; - Улучшение производительности в Calc, благодаря параллельным вычислениям формул; - Новый шаблон по умолчанию в Writer; - Новый набор значков Sifr; - Окно экспертных настроек |
| 4.x                                  | 4.3                                  | 30 июля 2014 года                    | Основные изменения: - Непечатаемые символы ¶ теперь отображаются светло-синим цветом ¶; - Обновлённый набор значков, используемый в панели по умолчанию Tango; - Использование цветовой палитры для выбора цветов вместо выпадающих списков; - Поддержка выборочного удаления из списка недавно открытых документов; - Увеличение числа возможных символов в абзаце с 65 тысяч до 2 миллионов |
| 4.x                                  | 4.4                                  | 29 января 2015 года                  | - Отображение шаблонов на начальном экране приложения; - Улучшение контекстного меню; - Writer: графические фигуры теперь могут содержать текстовое поле (Textbox); - Writer: новые выпадающие меню «Маркеры» и «Нумерация» были добавлены на панель Форматирование; - Math: теперь поддерживает основные 16 цветов HTML; - Добавлены шрифты Caladea и Carlito (Huerta Tipográfica), как аналоги шрифтов Microsoft Cambria и Calibri, так как имеют с ними одинаковые пропорции; - Добавлена цифровая подпись при экспорте в PDF; - Добавлен новый обозреватель доступных тем Firefox. Теперь темы оформления Firefox применяются и к нижней панели инструментов; - Новый интерфейс применения тем; - Последняя версия, поддерживающая операционную систему Windows XP SP2. |
| 5.x                                  | 5.0                                  | 5 августа 2015 года                  | Причины изменения нумерации: - Исполнение 5-лет с момента выхода первой версии. - Начало разработок облачных и мобильных версий; - Выпуск 64-битной сборки для Windows; Основные изменения: - Поддержка автозамены специального текста на значки Emoji и иные символы прямо в тексте; - Предпросмотр стилей в боковой панели и обрезка изображений с помощью мыши во Writer; - Стала доступна функция обрезки (кадрирования) изображения с использованием мыши; - Изменение интерфейса в Impress и Draw, средством скрытия панелей инструментов форматирования, объединения панелей инструментов различных фигур и расширения боковых панелей |
| 5.x                                  | 5.1                                  | 10 февраля 2016                      | Основные изменения: - Для улучшения удобства использования было реогранизовано главное меню в Writer, Calc и Impress; - Улучшена поддержка ODF 1.2 и некоторых других форматов; - Реализован экспорт в формат PNG из LibreOffice Calc, так же, как уже сделано в Writer и Impress; - Замена устаревшего драйвера на драйвер mork в Base; - Улучшения в фильтре импорта MS Visio и CorelDRAW; - Устранена критическая уязвимость начиная с версии 5.1.4.2 и 5.2.0.1.RC1. |
| 5.x                                  | 5.2                                  | 3 августа 2016                       | Основные изменения: - В диалог Экспертные настройки была добавлена опция RecentDocsThumbnail, позволяющая скрыть миниатюры ранее открытых документов на Стартовом экране; - Добавлены новые инструменты рисования в Writer и Calc; - В диалог Формат ячеек была добавлена опция Удалять смежные границы ячеек в Calc; - Улучшен импорт связанных с файлами DOCX и RTF изображений в LibreOffice Writer; - Устранена критическая уязвимость начиная с версии 5.1.4.2 и 5.2.0.1.RC1. |
| 5.x                                  | 5.3                                  | 1 февраля 2017                       | Основные изменения: - Добавлен ленточный интерфейс; - Добавлен традиционный для Монголии поворот текста слева-направо и сверху вниз; - Добавлена видимость сочетаний горячих клавиш в выпадающих списках напротив соответствующих иконок; - В Impress представлено два новых шаблона: Vivid и Pencil; - Первый релиз исходного кода LibreOffice Online. |
| 5.x                                  | 5.4                                  | 28 июля 2017                         | Основные изменения: - Дальнейшее развитие ленточного интерфейса; - Добавлена поддержка тем оформления для экспериментального ленточного интерфейса; - В очередной раз обновлена стандартная цветовая палитра; - Обеспечена возможность вставки на страницы водяных знаков (надписей на заднем плане). |
| 6.x                                  | 6.0                                  | 31 января 2018                       | Основные изменения: - Удалена поддержка для Windows XP SP3 и Windows Vista, а также macOS менее чем 10.9 - Для Writer, Calc и Impress реализован новый вариант экспериментальной панели инструментов NotebookBar — Groupedbar Full, оформленный в стиле Ribbon. Для включения следует активировать опцию «Сервис / Параметры / LibreOffice / Расширенные возможности / Включить экспериментальные возможности» и для переключения между режимами использовать меню «Вид / Toolbar Layout»; - Для Writer также доступен ещё один вариант NotebookBar — Tabbed Compact, построенный с использованием вкладок; - На всех десктоп-платформах обеспечено использование ключей OpenPGP для формирования цифровых подписей документов ODF и добавлена экспериментальная поддержка шифрования содержимого документа при помощи OpenPGP. В Linux данная функциональность обеспечивается штатными пакетами gnupg/gpg, в Windows и macOS требуется установка сторонних реализаций OpenPGP; - В состав добавлен набор пиктограмм из темы оформления Elementary, ранее предлагаемый в Xubuntu; - Переработан диалог вставки спецсимволов. В диалог добавлен поиск, контекстное меню, список недавно выбранных символов и список часто выбираемых символов; - Расширены средства для адаптации интерфейса под свои предпочтения. Предложен двухпанельный интерфейс для компоновки содержимого панели инструментов, главного меню и контекстных меню; - В Writer, Calc и Draw расширены возможности диалога сохранения встроенных изображений. При выборе в контекстном меню опции «Сохранить» теперь предлагается возможность выбора: сохранять исходное встроенное изображение или его модифицированный вариант (после применения фильтров, кадрирования и трансформаций); - Полностью переработан режим визуализации границ таблиц, который унифицирован для Writer, Draw, Impress и Calc, и более качественно отображает пересечения и наложения; |
| 6.x                                  | 6.1                                  | 8 августа 2018                       | Основные изменения: - Добавлена опция вставить номер страницы и вставить количество страниц в меню верхнего и нижнего колонтитула; - Комментарии для текста справа-налево теперь корректно экспортируются в MS Word; - Значительное улучшение производительности конвертирования между маленькими ODT и XHTML документами; - Значительное улучшение управления изображениями (модуль Calc); - Добавлена опция для подгонки изображения под размер ячейки (модуль Calc); - Полностью переработаны фоновые изображения в Галерее и в диалоге Заливка области. |
| 6.x                                  | 6.2                                  | 7 февраля 2019                       | Основные изменения: - Реализована прямая вставка данных из таблицы из Calc в существующую таблицу Writer (ранее была вставка OLE объекта); - Ускорение загрузки и рендеринга файлов Calc; - Удалена неполноценная возможность экспорта в формат ODC; - Новые варианты интерфейса пользователя: Tabbed UI и Groupedbar Compact; - LibreOffice теперь поставляется с тремя наборами SVG значков. Есть темы значков Breeze, Colibre и Elementary в варианте SVG; - Улучшения в фильтре импорта/экспорта PPTX; - Для Writer, Calc, Impress и Draw объявлена стабильной панель инструментов Notebookbar на базе вкладок, выполненная в виде ленточного интерфейса, привычному для пользователей Microsoft Office. |
| 6.x                                  | 6.3                                  | 8 августа 2019                       | Основные изменения: - Модуль сканирования LibreOffice TWAIN для Windows был переписан, как отдельный 32-битный исполняемый файл; - Улучшена производительность при сохранении файла с закладками; - Улучшена производительность при наличии больших таблиц; - Добавлен новый формат для валюты Рубль РФ. Будет отображаться знак ₽ (U+20BD) вместо руб.; - Ускорена загрузка и сохранение табличных документов; - Новый вариант Вкладки компактные. |
| 6.x                                  | 6.4                                  | 29 января 2020                       | Основные изменения: - Миниатюры документов на стартовом экране теперь содержат значок, обозначающий модуль LibreOffice; - Расширен инструмент автоматического редактирования; - Добавлен встроенный локальный поисковый движок по страницам помощи, позволяющий быстро найти необходимую подсказку (поиск построен на базе движка xapian-omega); - Улучшена производительность при импорте файлов со множеством закладок; - Быстрое перемещение/удаление строк/столбцов таблицы; - Улучшено выделение ячеек, которые содержат гиперссылки; - ускорена загрузка/открытие/сохранение табличных документов файлов. |
| 7.x                                  | 7.0                                  | 5 августа 2020                       | Основные изменения: - Добавлена поддержка формата OpenDocument 1.3 (ODF); - Появилась возможность сохранять документы в родном для Microsoft Office 2013/2016/2019 формате; - Предложена новая тема пиктограмм Sukapura, соответствующая рекомендациям по визуальному оформлению macOS; - Обновлена тема пиктограмм Colibre, применяемая по умолчанию на платформе Windows; - Значительно обновлён и отточен набор пиктограмм Sifr. Из основного состава удалён набор пиктограмм Tango, который теперь будет поставляться в форме внешнего дополнения; - В Writer, Draw и Impress реализована поддержка полупрозрачного текста; - Для русского и украинского языков реализована автозамена ASCII-кавычек с апострофом (’), указанных вместо закрывающейся кавычки ("); - В Draw и других модулях при экспорте в PDF добавлена возможность установки размера страницы больше 200 дюймов (508 см). |
| 7.x                                  | 7.1                                  | 3 февраля 2021                       | Основные изменения: - Добавлен диалог для выбора стиля интерфейса и типа панелей, показываемый при первом запуске; - Добавлен инструмент для инспектирования стиля (Style Inspector), показывающий все атрибуты стилей параграфов и символов, а также свойства ручного форматирования; - В Writer появилась возможность закрепления фигур относительно нижней границы страницы; - Добавлена поддержка табличных формул (для переносимости с MS Word): PRODUCT, ABS, SIGN и COUNT.; - Повышена скорость операций поиска и замены; - Улучшено определение корректного размера бумаги для документа, выводимого на печать. |
| 7.x                                  | 7.2                                  | 19 августа 2021                      | Основные изменения: - Добавлена начальная поддержка GTK4; - Удалён код отрисовки на основе OpenGL в пользу использования Skia/Vulkan; - В Writer добавлен всплывающий интерфейс для поиска настроек и команд в стиле MS Office, показываемый поверх текущего изображения (heads-up display, HUD); - В Writer добавлена поддержка гиперссылок в оглавлениях и индексах; - В Writer реализован новый тип полей «gutter» для добавления дополнительных отступов; - Добавлена тёмная тема оформления, включаемая через меню; - В Calc проведена оптимизация производительности; - В Impress обновлена коллекция шаблонов. Удалены шаблоны Alizarin, Bright Blue, Classy Red, Impress и Lush Green. Добавлены Candy, Freshes, Grey Elegant, Growing Liberty и Yellow Idea. |
| 7.x                                  | 7.3                                  | 2 февраля 2022                       | Основные изменения: - обновлена тема пиктограмм Colibre, применяемая по умолчанию на платформе Windows, переделаны пиктограммы, связанные с графикой, сохранением, форматированием и откатом изменений; - переработана пометка грамматических и орфографических ошибок в тексте; - реализована возможность генерации одномерных штрих-кодов в дополнение к QR-кодам; - во всех компонентах LibreOffice унифицированы значения, определяющие ширину линий; - изменения в Writer; - изменения в Calc; - добавлен новый провайдер контента для WebDAV и HTTP, основанный на библиотеке libcurl; - в Windows и macOS задействован предоставляемый платформой TLS-стек; - улучшена отрисовка при использовании бэкенда на базе библиотеки Skia; - проведена значительная оптимизация производительности при работе с несколькими экземплярами одного документа; - при сборке официальных исполняемых файлов включена оптимизация на этапе связывания, позволившая добиться общего прироста производительности. - внесены многочисленные изменения (улучшения), связанные с импортом документов в форматах DOC, DOCX, PPTX, XLSX и OOXML, а также экспортом в OOXML, DOCX, PPTX и XLSX; - добавлена поддержка межславянского языка (язык, понятный носителям разных языков, имеющих славянские корни). |
| 7.x                                  | 7.4                                  | 18 августа 2022                      | Основные изменения: - в начальном экране (Start Center) улучшена отрисовка эскизов документов; - в менеджере дополнений реализовано поле для поиска; - переделан диалог выбора параметров шрифтов; - для Windows 10 и Windows 11 предложена экспериментальная реализация тёмного оформления; - предложен тёмный вариант набора пиктограмм Colibre, применяемого по умолчанию в Windows; - добавлена поддержка импорта и экспорта изображений в формате WebP; - добавлена поддержка файлов в формате EMZ и WMZ; - повышена производительность создания макета документа во время выполнения таких операций, как загрузка документа и экспорт в PDF; - добавлена справочная информация для библиотеки макросов ScriptForge; - изменения в Writer; - изменения в табличном процессоре Calc; - изменения в Impress. |
| 7.x                                  | 7.5                                  | 2 февраля 2023                       | Основные изменения: - сборках на базе GTK3 реализована поддержка плавной прокрутки; - обновлён набор пиктограмм Sifr, который приближен к стилю закруглённых пиктограмм GNOME; - значительно улучшена поддержка тёмных и контрастных системных тем оформления; - модернизирован вариант интерфейса с одной панелью инструментов; - на начальном экране (Start Center) предоставлена возможность фильтрации недавно используемых документов по типу; - улучшен диалог настройки расширенных типографских особенностей шрифтов; - улучшен экспорт и импорт документов в формате PDF; - в фильтрах для документов MS Word улучшена поддержка VBA; - добавлена возможность использования жестов на тачпадах для вращения и масштабирования. |
| 7.x                                  | 7.6                                  | 21 августа 2023                      | Основные изменения: - Добавлен мастер нумерации страниц, позволяющий легко настроить формат и стиль отображения номеров страниц в верхнем или нижнем колонтитуле - Переработано формирование списка последних документов, показываемого через меню «Файл ▸ Недавние документы»; - Упрощена генерация оглавления рисунков (Writer); - Добавлена поддержка многостраничных плавающих таблиц и обеспечена возможность их экспорта/импорта (Writer); - В инструментах автоисправления реализована возможность создания гиперссылок на doi.org при цитировании цифровых идентификаторов объекта (DOI) (Writer); - Добавлена подсветка используемых стилей глав и абзацев, а также подсветка прямого форматирования (Direct Formatting) в тексте (Writer); - Добавлена поддержка отслеживания изменения таблиц (Tracked tables) (Writer); - Улучшено выделение автоматических выставляемых гиперссылок (Calc); - Поведение алгоритма автоматического выбора масштаба, применяемого для заполнения текстом всей страницы, приближено к поведению MS Office. (Impress). - Добавлена подсветка используемых стилей глав и абзацев, а также подсветка прямого форматирования |
| 24.x                                 | 24.2                                 | 31 января 2024                       | Основные изменения: - В настройках улучшена наглядность и согласованность отображения параметров, недоступных для изменения (например, расширенные опции печати); - В диалоге вставки спецсимволов для отдельных символов добавлены пояснения и всплывающие подсказки; - Интерфейс локализован для армянского языка; - Повышены требования к окружению Linux. Для сборки и запуска LibreOffice теперь требуется как минимум Red Hat Enterprise Linux 8/CentOS 8 (ранее поддерживался RHEL 7). Для работы VCL-плагина на базе Qt теперь требуется Qt 5.15; - Writer — Предоставлена возможность использования разных стилей в комментариях; - Writer — Реализован новый алгоритм разрыва строк, более точно соответствующий поведению MS Word 2013 при компоновке текста на странице; - Calc — В боковую панель со списком функций добавлено поле для поиска; - Calc — Реализована возможность визуального выделения строки и столбца активной ячейки; - Calc — Добавлена поддержка обработки и сохранения в файлы ODF формата научной записи чисел; - Impress — Добавлена поддержка уменьшенного верхнего регистра символов (Small Caps); - Impress — Внесены многочисленные исправления и улучшения в шаблоны; - Draw — добавлена возможность импортирования многостраничных TIFF-файлов с размещением по одному изображению на странице; - Math — предоставлена возможность изменения шрифта через меню. |

С 2024 года проект LibreOffice перешёл на новую схему нумерации версий, привязанную к датам и отражающую год и месяц формирования релиза. Данное решение было принято в процессе обсуждения целесообразности создания ветки LibreOffice 8.0, в ходе которого разработчики пришли к выводу, что последние годы кодовая база проекта развивается постепенно с сохранением обратной совместимости, поэтому смена первой цифры в номере версии скорее формальный шаг, чем изначально задуманный индикатор кардинальных изменений или нарушения обратной совместимости. В качестве альтернативных схем рассматривалось использование формата с указанием полного года (2024.2, 2024.8 и т.п.) и постоянное увеличение первой цифры в номере (8.0, 9.0, 10.0 и т.п.).

### Поддерживаемые версии LibreOffice
| Поддерживаемые версии LibreOffice | Поддерживаемые версии LibreOffice | Поддерживаемые версии LibreOffice | Поддерживаемые версии LibreOffice |
| Выпуск                            | Версия                            | Дата выхода                       | Основные изменения, описание и комментарии |
| --------------------------------- | --------------------------------- | --------------------------------- | --- |
| 24.8                              | 24.8.0                            | 22 августа 2024                   | Основные изменения: - В системе экспорта реализована поддержка функции удаления персональных данных из сохраняемых документов; - Добавлен новый режим шифрования ODF-документов с использованием пароля; - Writer — Значительно расширены средства настройки автоматического переноса конца слов на другую строку; - Writer — В контекстное меню, показываемое для разделённых переносом слов, добавлена опция "No Break", позволяющая отключить перенос части слова; - Writer — Добавлена настройка абзаца, позволяющая запретить перенос части слова на другие страницы, развороты или колонки; - В редакторе Draw добавлена поддержка мозаичных шаблонов при импорте PDF-файлов; - Список недавно открытых документов ограничен показом только документов для текущего модуля (в Writer показываются только текстовые документы, в Calc только электронные таблицы и т.п.); - В категорию основных фигур (Basic Shapes) включена "синусоида"; - Улучшена поддержка UCP-аутентификации на базе WebDAV/HTTP и CMIS, используемой в Microsoft SharePoint; - Расширена поддержка экспорта в SVG; - Для работы на платформах отличных от Windows теперь требуется доступность файла /dev/urandom. |
| 24.8                              | 24.8.1                            | 12 сентября 2024                  | Основные изменения: - В системе экспорта реализована поддержка функции удаления персональных данных из сохраняемых документов; - Добавлен новый режим шифрования ODF-документов с использованием пароля; - Writer — Значительно расширены средства настройки автоматического переноса конца слов на другую строку; - Writer — В контекстное меню, показываемое для разделённых переносом слов, добавлена опция "No Break", позволяющая отключить перенос части слова; - Writer — Добавлена настройка абзаца, позволяющая запретить перенос части слова на другие страницы, развороты или колонки; - В редакторе Draw добавлена поддержка мозаичных шаблонов при импорте PDF-файлов; - Список недавно открытых документов ограничен показом только документов для текущего модуля (в Writer показываются только текстовые документы, в Calc только электронные таблицы и т.п.); - В категорию основных фигур (Basic Shapes) включена "синусоида"; - Улучшена поддержка UCP-аутентификации на базе WebDAV/HTTP и CMIS, используемой в Microsoft SharePoint; - Расширена поддержка экспорта в SVG; - Для работы на платформах отличных от Windows теперь требуется доступность файла /dev/urandom. |
| 24.8                              | 24.8.2                            | 27 сентября 2024                  | Основные изменения: - В системе экспорта реализована поддержка функции удаления персональных данных из сохраняемых документов; - Добавлен новый режим шифрования ODF-документов с использованием пароля; - Writer — Значительно расширены средства настройки автоматического переноса конца слов на другую строку; - Writer — В контекстное меню, показываемое для разделённых переносом слов, добавлена опция "No Break", позволяющая отключить перенос части слова; - Writer — Добавлена настройка абзаца, позволяющая запретить перенос части слова на другие страницы, развороты или колонки; - В редакторе Draw добавлена поддержка мозаичных шаблонов при импорте PDF-файлов; - Список недавно открытых документов ограничен показом только документов для текущего модуля (в Writer показываются только текстовые документы, в Calc только электронные таблицы и т.п.); - В категорию основных фигур (Basic Shapes) включена "синусоида"; - Улучшена поддержка UCP-аутентификации на базе WebDAV/HTTP и CMIS, используемой в Microsoft SharePoint; - Расширена поддержка экспорта в SVG; - Для работы на платформах отличных от Windows теперь требуется доступность файла /dev/urandom. |
| 24.8                              | 24.8.3                            | 14 ноября 2024                    | Основные изменения: - В системе экспорта реализована поддержка функции удаления персональных данных из сохраняемых документов; - Добавлен новый режим шифрования ODF-документов с использованием пароля; - Writer — Значительно расширены средства настройки автоматического переноса конца слов на другую строку; - Writer — В контекстное меню, показываемое для разделённых переносом слов, добавлена опция "No Break", позволяющая отключить перенос части слова; - Writer — Добавлена настройка абзаца, позволяющая запретить перенос части слова на другие страницы, развороты или колонки; - В редакторе Draw добавлена поддержка мозаичных шаблонов при импорте PDF-файлов; - Список недавно открытых документов ограничен показом только документов для текущего модуля (в Writer показываются только текстовые документы, в Calc только электронные таблицы и т.п.); - В категорию основных фигур (Basic Shapes) включена "синусоида"; - Улучшена поддержка UCP-аутентификации на базе WebDAV/HTTP и CMIS, используемой в Microsoft SharePoint; - Расширена поддержка экспорта в SVG; - Для работы на платформах отличных от Windows теперь требуется доступность файла /dev/urandom. |
| 24.8                              | 24.8.4                            | 19 декабря 2024                   | Основные изменения: - В системе экспорта реализована поддержка функции удаления персональных данных из сохраняемых документов; - Добавлен новый режим шифрования ODF-документов с использованием пароля; - Writer — Значительно расширены средства настройки автоматического переноса конца слов на другую строку; - Writer — В контекстное меню, показываемое для разделённых переносом слов, добавлена опция "No Break", позволяющая отключить перенос части слова; - Writer — Добавлена настройка абзаца, позволяющая запретить перенос части слова на другие страницы, развороты или колонки; - В редакторе Draw добавлена поддержка мозаичных шаблонов при импорте PDF-файлов; - Список недавно открытых документов ограничен показом только документов для текущего модуля (в Writer показываются только текстовые документы, в Calc только электронные таблицы и т.п.); - В категорию основных фигур (Basic Shapes) включена "синусоида"; - Улучшена поддержка UCP-аутентификации на базе WebDAV/HTTP и CMIS, используемой в Microsoft SharePoint; - Расширена поддержка экспорта в SVG; - Для работы на платформах отличных от Windows теперь требуется доступность файла /dev/urandom. |
| 24.8                              | 24.8.5                            | 20 февраля 2025                   | Основные изменения: - В системе экспорта реализована поддержка функции удаления персональных данных из сохраняемых документов; - Добавлен новый режим шифрования ODF-документов с использованием пароля; - Writer — Значительно расширены средства настройки автоматического переноса конца слов на другую строку; - Writer — В контекстное меню, показываемое для разделённых переносом слов, добавлена опция "No Break", позволяющая отключить перенос части слова; - Writer — Добавлена настройка абзаца, позволяющая запретить перенос части слова на другие страницы, развороты или колонки; - В редакторе Draw добавлена поддержка мозаичных шаблонов при импорте PDF-файлов; - Список недавно открытых документов ограничен показом только документов для текущего модуля (в Writer показываются только текстовые документы, в Calc только электронные таблицы и т.п.); - В категорию основных фигур (Basic Shapes) включена "синусоида"; - Улучшена поддержка UCP-аутентификации на базе WebDAV/HTTP и CMIS, используемой в Microsoft SharePoint; - Расширена поддержка экспорта в SVG; - Для работы на платформах отличных от Windows теперь требуется доступность файла /dev/urandom. |
| 24.8                              | 24.8.6                            | 27 марта 2025                     | Основные изменения: - В системе экспорта реализована поддержка функции удаления персональных данных из сохраняемых документов; - Добавлен новый режим шифрования ODF-документов с использованием пароля; - Writer — Значительно расширены средства настройки автоматического переноса конца слов на другую строку; - Writer — В контекстное меню, показываемое для разделённых переносом слов, добавлена опция "No Break", позволяющая отключить перенос части слова; - Writer — Добавлена настройка абзаца, позволяющая запретить перенос части слова на другие страницы, развороты или колонки; - В редакторе Draw добавлена поддержка мозаичных шаблонов при импорте PDF-файлов; - Список недавно открытых документов ограничен показом только документов для текущего модуля (в Writer показываются только текстовые документы, в Calc только электронные таблицы и т.п.); - В категорию основных фигур (Basic Shapes) включена "синусоида"; - Улучшена поддержка UCP-аутентификации на базе WebDAV/HTTP и CMIS, используемой в Microsoft SharePoint; - Расширена поддержка экспорта в SVG; - Для работы на платформах отличных от Windows теперь требуется доступность файла /dev/urandom. |
| 24.8                              | 24.8.7                            | 8 мая 2025                        | Основные изменения: - В системе экспорта реализована поддержка функции удаления персональных данных из сохраняемых документов; - Добавлен новый режим шифрования ODF-документов с использованием пароля; - Writer — Значительно расширены средства настройки автоматического переноса конца слов на другую строку; - Writer — В контекстное меню, показываемое для разделённых переносом слов, добавлена опция "No Break", позволяющая отключить перенос части слова; - Writer — Добавлена настройка абзаца, позволяющая запретить перенос части слова на другие страницы, развороты или колонки; - В редакторе Draw добавлена поддержка мозаичных шаблонов при импорте PDF-файлов; - Список недавно открытых документов ограничен показом только документов для текущего модуля (в Writer показываются только текстовые документы, в Calc только электронные таблицы и т.п.); - В категорию основных фигур (Basic Shapes) включена "синусоида"; - Улучшена поддержка UCP-аутентификации на базе WebDAV/HTTP и CMIS, используемой в Microsoft SharePoint; - Расширена поддержка экспорта в SVG; - Для работы на платформах отличных от Windows теперь требуется доступность файла /dev/urandom. |
| 25.2                              | 25.2.0                            | 6 февраля 2025                    | Основные изменения: - Добавлена поддержка чтения и записи документов в формате OpenDocument 1.4 (ODF), который пока не стандартизирован и находится на стадии тестирования первого чернового варианта спецификации; - Предоставлена возможность настройки темы оформления приложения, независимо от темы оформления среды рабочего стола; - Добавлена поддержка размещения произвольного изображения в качестве фона окна с документом; - Добавлена поддержка вставки из буфера обмена отформатированного текста, в котором для зачёркивания использованы HTML-теги; - Добавлена функция для удаления всей персональной информации, связанной с документом, такой как имена авторов, время создания и редактирования; - Writer — Обновлены значки, показываемые перед элементами в неупорядоченных списках; - Writer — Добавлена подсказка с числом слов и символов в разделе, показываемая при наведении курсора мыши на заголовок раздела в панели Навигатор; - Writer — В системе отслеживания изменений улучшено управление большим числом изменений в крупных документах; - Writer — При импорте документов в формате DOCX улучшен откат на запасные шрифты и налажена корректная отрисовка линий; - Writer — Мастер нумерации страниц теперь предлагает возможность вписать номера в существующие поля, чтобы избежать повторной нумерации страниц; - Writer — Добавлена возможность удаления определённого типа содержимого (например, всех изображений) через панель Навигатор (Navigator); - Writer — Добавлена возможность преобразования всех сносок внизу страниц в сноски в конце документа и наоборот; - Calc — Добавлен диалог для выделения или удаления дублирующихся записей в выбранных ячейках; - Impress — Реализована возможность настройки полупрозрачного текста в привязке к отдельным абзацам при экспорте в формате SVG; - Улучшена совместимость с форматом OOXML, применяемым в MS Office; - Улучшена поддержка формата Microsoft Visio 5. Библиотека libvisio обновлена до версии 0.1.8. |
| 25.2                              | 25.2.1                            | 27 февраля 2025                   | Основные изменения: - Добавлена поддержка чтения и записи документов в формате OpenDocument 1.4 (ODF), который пока не стандартизирован и находится на стадии тестирования первого чернового варианта спецификации; - Предоставлена возможность настройки темы оформления приложения, независимо от темы оформления среды рабочего стола; - Добавлена поддержка размещения произвольного изображения в качестве фона окна с документом; - Добавлена поддержка вставки из буфера обмена отформатированного текста, в котором для зачёркивания использованы HTML-теги; - Добавлена функция для удаления всей персональной информации, связанной с документом, такой как имена авторов, время создания и редактирования; - Writer — Обновлены значки, показываемые перед элементами в неупорядоченных списках; - Writer — Добавлена подсказка с числом слов и символов в разделе, показываемая при наведении курсора мыши на заголовок раздела в панели Навигатор; - Writer — В системе отслеживания изменений улучшено управление большим числом изменений в крупных документах; - Writer — При импорте документов в формате DOCX улучшен откат на запасные шрифты и налажена корректная отрисовка линий; - Writer — Мастер нумерации страниц теперь предлагает возможность вписать номера в существующие поля, чтобы избежать повторной нумерации страниц; - Writer — Добавлена возможность удаления определённого типа содержимого (например, всех изображений) через панель Навигатор (Navigator); - Writer — Добавлена возможность преобразования всех сносок внизу страниц в сноски в конце документа и наоборот; - Calc — Добавлен диалог для выделения или удаления дублирующихся записей в выбранных ячейках; - Impress — Реализована возможность настройки полупрозрачного текста в привязке к отдельным абзацам при экспорте в формате SVG; - Улучшена совместимость с форматом OOXML, применяемым в MS Office; - Улучшена поддержка формата Microsoft Visio 5. Библиотека libvisio обновлена до версии 0.1.8. |
| 25.2                              | 25.2.2                            | 27 марта 2025                     | Основные изменения: - Добавлена поддержка чтения и записи документов в формате OpenDocument 1.4 (ODF), который пока не стандартизирован и находится на стадии тестирования первого чернового варианта спецификации; - Предоставлена возможность настройки темы оформления приложения, независимо от темы оформления среды рабочего стола; - Добавлена поддержка размещения произвольного изображения в качестве фона окна с документом; - Добавлена поддержка вставки из буфера обмена отформатированного текста, в котором для зачёркивания использованы HTML-теги; - Добавлена функция для удаления всей персональной информации, связанной с документом, такой как имена авторов, время создания и редактирования; - Writer — Обновлены значки, показываемые перед элементами в неупорядоченных списках; - Writer — Добавлена подсказка с числом слов и символов в разделе, показываемая при наведении курсора мыши на заголовок раздела в панели Навигатор; - Writer — В системе отслеживания изменений улучшено управление большим числом изменений в крупных документах; - Writer — При импорте документов в формате DOCX улучшен откат на запасные шрифты и налажена корректная отрисовка линий; - Writer — Мастер нумерации страниц теперь предлагает возможность вписать номера в существующие поля, чтобы избежать повторной нумерации страниц; - Writer — Добавлена возможность удаления определённого типа содержимого (например, всех изображений) через панель Навигатор (Navigator); - Writer — Добавлена возможность преобразования всех сносок внизу страниц в сноски в конце документа и наоборот; - Calc — Добавлен диалог для выделения или удаления дублирующихся записей в выбранных ячейках; - Impress — Реализована возможность настройки полупрозрачного текста в привязке к отдельным абзацам при экспорте в формате SVG; - Улучшена совместимость с форматом OOXML, применяемым в MS Office; - Улучшена поддержка формата Microsoft Visio 5. Библиотека libvisio обновлена до версии 0.1.8. |
| 25.2                              | 25.2.3                            | 30 апреля 2025                    | Основные изменения: - Добавлена поддержка чтения и записи документов в формате OpenDocument 1.4 (ODF), который пока не стандартизирован и находится на стадии тестирования первого чернового варианта спецификации; - Предоставлена возможность настройки темы оформления приложения, независимо от темы оформления среды рабочего стола; - Добавлена поддержка размещения произвольного изображения в качестве фона окна с документом; - Добавлена поддержка вставки из буфера обмена отформатированного текста, в котором для зачёркивания использованы HTML-теги; - Добавлена функция для удаления всей персональной информации, связанной с документом, такой как имена авторов, время создания и редактирования; - Writer — Обновлены значки, показываемые перед элементами в неупорядоченных списках; - Writer — Добавлена подсказка с числом слов и символов в разделе, показываемая при наведении курсора мыши на заголовок раздела в панели Навигатор; - Writer — В системе отслеживания изменений улучшено управление большим числом изменений в крупных документах; - Writer — При импорте документов в формате DOCX улучшен откат на запасные шрифты и налажена корректная отрисовка линий; - Writer — Мастер нумерации страниц теперь предлагает возможность вписать номера в существующие поля, чтобы избежать повторной нумерации страниц; - Writer — Добавлена возможность удаления определённого типа содержимого (например, всех изображений) через панель Навигатор (Navigator); - Writer — Добавлена возможность преобразования всех сносок внизу страниц в сноски в конце документа и наоборот; - Calc — Добавлен диалог для выделения или удаления дублирующихся записей в выбранных ячейках; - Impress — Реализована возможность настройки полупрозрачного текста в привязке к отдельным абзацам при экспорте в формате SVG; - Улучшена совместимость с форматом OOXML, применяемым в MS Office; - Улучшена поддержка формата Microsoft Visio 5. Библиотека libvisio обновлена до версии 0.1.8. |
| 25.2                              | 25.2.4                            | 6 июня 2025                       | Основные изменения: - Добавлена поддержка чтения и записи документов в формате OpenDocument 1.4 (ODF), который пока не стандартизирован и находится на стадии тестирования первого чернового варианта спецификации; - Предоставлена возможность настройки темы оформления приложения, независимо от темы оформления среды рабочего стола; - Добавлена поддержка размещения произвольного изображения в качестве фона окна с документом; - Добавлена поддержка вставки из буфера обмена отформатированного текста, в котором для зачёркивания использованы HTML-теги; - Добавлена функция для удаления всей персональной информации, связанной с документом, такой как имена авторов, время создания и редактирования; - Writer — Обновлены значки, показываемые перед элементами в неупорядоченных списках; - Writer — Добавлена подсказка с числом слов и символов в разделе, показываемая при наведении курсора мыши на заголовок раздела в панели Навигатор; - Writer — В системе отслеживания изменений улучшено управление большим числом изменений в крупных документах; - Writer — При импорте документов в формате DOCX улучшен откат на запасные шрифты и налажена корректная отрисовка линий; - Writer — Мастер нумерации страниц теперь предлагает возможность вписать номера в существующие поля, чтобы избежать повторной нумерации страниц; - Writer — Добавлена возможность удаления определённого типа содержимого (например, всех изображений) через панель Навигатор (Navigator); - Writer — Добавлена возможность преобразования всех сносок внизу страниц в сноски в конце документа и наоборот; - Calc — Добавлен диалог для выделения или удаления дублирующихся записей в выбранных ячейках; - Impress — Реализована возможность настройки полупрозрачного текста в привязке к отдельным абзацам при экспорте в формате SVG; - Улучшена совместимость с форматом OOXML, применяемым в MS Office; - Улучшена поддержка формата Microsoft Visio 5. Библиотека libvisio обновлена до версии 0.1.8. |
| 25.2                              | 25.2.5                            | 17 июля 2025                      | Основные изменения: - Добавлена поддержка чтения и записи документов в формате OpenDocument 1.4 (ODF), который пока не стандартизирован и находится на стадии тестирования первого чернового варианта спецификации; - Предоставлена возможность настройки темы оформления приложения, независимо от темы оформления среды рабочего стола; - Добавлена поддержка размещения произвольного изображения в качестве фона окна с документом; - Добавлена поддержка вставки из буфера обмена отформатированного текста, в котором для зачёркивания использованы HTML-теги; - Добавлена функция для удаления всей персональной информации, связанной с документом, такой как имена авторов, время создания и редактирования; - Writer — Обновлены значки, показываемые перед элементами в неупорядоченных списках; - Writer — Добавлена подсказка с числом слов и символов в разделе, показываемая при наведении курсора мыши на заголовок раздела в панели Навигатор; - Writer — В системе отслеживания изменений улучшено управление большим числом изменений в крупных документах; - Writer — При импорте документов в формате DOCX улучшен откат на запасные шрифты и налажена корректная отрисовка линий; - Writer — Мастер нумерации страниц теперь предлагает возможность вписать номера в существующие поля, чтобы избежать повторной нумерации страниц; - Writer — Добавлена возможность удаления определённого типа содержимого (например, всех изображений) через панель Навигатор (Navigator); - Writer — Добавлена возможность преобразования всех сносок внизу страниц в сноски в конце документа и наоборот; - Calc — Добавлен диалог для выделения или удаления дублирующихся записей в выбранных ячейках; - Impress — Реализована возможность настройки полупрозрачного текста в привязке к отдельным абзацам при экспорте в формате SVG; - Улучшена совместимость с форматом OOXML, применяемым в MS Office; - Улучшена поддержка формата Microsoft Visio 5. Библиотека libvisio обновлена до версии 0.1.8. |

## Популярность
С момента своего создания LibreOffice прошёл различные массовые развертывания, в основном в крупнейших странах Европейского союза.
2003
C 2003 по 2013 год в рамках проекта LiMux власти Мюнхена перевели на Linux (Libre Office) 14000 рабочих станций.
2011
- Некоторые государственные учреждения Франции перешли с OpenOffice.org на LibreOffice. Всего переведено около 500 тысяч рабочих станций[35].
- Почти все сотрудники 13 госпиталей Копенгагена (Дания) в количестве 25 тысяч человек перешли на использование свободного офисного пакета LibreOffice[121]. Это вторая по величине миграция национальных учреждений на открытое офисное ПО, первое место занимает переход 80 тыс. пользователей французской жандармерии на OpenOffice.org[122].

2012
- Администрация Лас-Пальмаса (крупнейший город в составе автономного сообщества Канарские острова) начала использовать LibreOffice на всех 1200 принадлежащих ей настольных ПК[123].

2013
- Южный Тироль переходит на LibreOffice. Ожидаемые эффекты — экономия бюджетных средств за счёт отказа от покупки лицензий[124].
- Администрация Испанской Валенсии перевела все 120 000 компьютеров, включая школы и суды, на LibreOffice[125].

2014
- На 10 000 муниципальных компьютерах французского города Тулуза заменили Microsoft Office на LibreOffice, благодаря чему город сэкономил около 1 млн евро в течение трёх лет[126].
- Более чем на 2 тыс. компьютерах международной компании Евраз заменили Microsoft Office на LibreOffice. Миграция на свободный офисный пакет последовала из-за санкций против России, и была завершена в 2015 году[127].

2015
- Министерство обороны Италии планирует перевести на LibreOffice около 150 000 рабочих станций[128].
- Итальянский город Бари на 1700 компьютерах заменяет Microsoft Office на LibreOffice[129].
- уезд Илань на Тайване больше не будет приобретать лицензии на Microsoft Office. А также рекомендует школьным учителям и офисным работникам использовать для почтовой рассылки форматы ODF и PDF вместо закрытых форматов Microsoft Office[130].

2016
- Citigroup начал миграцию с Microsoft Office на LibreOffice. Первая волна миграции затронет 31 тысячу сотрудников, что составляет примерно 10 % от всего персонала компании. Стоимость экономии на покупке лицензий оценивается в 20 миллионов долларов[131].
- Шестой по величине город Франции, Нант завершил начатую в 2011 году миграцию на LibreOffice[132].
- VNPT, крупнейшая почтовая и телекоммуникационная компания Вьетнама, начала миграцию с Microsoft Office на LibreOffice. На свободный офисный пакет перейдут все подразделения и филиалы компании. Предполагается, что на LibreOffice будет переведено более 15000 рабочих мест сотрудников[133].
- Военные Италии начали миграцию с Microsoft Office на LibreOffice. Предполагается, что к 2017 году на LibreOffice будет переведено более 75000 пользователей, а к 2020 году ещё 25000. Это позволит сэкономить 29 миллионов евро на покупке лицензии[134].
- Литовская полиция перешла на LibreOffice на более чем 8 000 рабочих станций, приводя экономию в размере 1 млн евро[135].

2017
- Большинство (75 %) муниципалитетов в Валлонском регионе Бельгии используют программное обеспечение и услуги с открытым исходным кодом, которые включают LibreOffice. По состоянию на март 2017 года более 20 тыс. сотрудников государственного управления и, во много раз больше, граждан пользуются услугами[136].
- Испанская автономная область Галисия планирует завершить свой переход на LibreOffice в нескольких центральных государственных службах и министерствах в 2017 году. LibreOffice станет единственным офисным пакетом на не менее чем 6 тыс. рабочих станций[137].
- Администрация итальянского города Рима начала установку LibreOffice на всех своих 14 000 рабочих станциях параллельно с существующим проприетарным офисным пакетом. Это один из запланированных шагов по увеличению использования городом свободного программного обеспечения с открытым исходным кодом, целью которого является сокращение зависимости от поставщиков ИТ[138].

2018
- Город Кахраманмараш (Турция) переводит все свои рабочие станции — около 2000 — на Пардус и LibreOffice[139][140].
- Город Тирана (Албания) скоро завершит реализацию LibreOffice на всей своей 1000 рабочих станций[141].

2019
- Город Сейшал (Португалия) завершил миграцию в LibreOffice на рабочих станциях своих отделений. В мэрии Сейшала работают около 1100 человек, которые ежедневно пользуются компьютером[142][143].

2020
- Германская земля Шлезвиг-Гольштейн хочет полностью перейти от Microsoft Office к LibreOffice к 2025 году для своих 25000 сотрудников. Переход начнется постепенно в 2021 году[144].

2021
- До конца 2021 года на Astra Linux, включающий LibreOffice, перейдут администрации нескольких российских АЭС и дочерние предприятия «Росатома» — всего на ОС будут работать более 15 тысяч пользователей[145].

## Критика и отказ от LibreOffice
Наряду с положительными примерами перехода на LibreOffice, зафиксировано несколько случаев отказа от планов перехода на свободное программное обеспечение из-за неудачного внедрения OpenOffice.org и LibreOffice. Основной причиной возвращения к проприетарным офисным пакетам является отсутствие широкого функционала у приложений, входящих в состав Apache OpenOffice и LibreOffice.
- В 2014 году администрация итальянского города Пезаро отказалась от Apache OpenOffice в пользу Microsoft 365 после трех лет поэтапного обучения сотрудников и внедрения продукта. Основной причиной решения было названо отсутствие привычного функционала для работы с СУБД[147].
- C 2003 по 2013 год власти Мюнхена перевели на Linux (Libre Office) 14 тыс. рабочих станций. В 2017 года власти города уже обсуждают возможный разворот в сторону проприетарного ПО, предусматривающего не только отказ от LiMux[англ.], но и замену LibreOffice на Microsoft Office. Программа перехода Мюнхена на свободное программное обеспечение является одной из самых длительных и масштабных в Европе, основным доводом к отказу от экономии бюджета является недостаток функционала приложений (в том числе и офисных). Тем не менее, после очередной смены городского правительства на выборах 2020 года и проведения опросов, на которых «за открытое ПО» высказались 190 предприятий и 29 000 граждан, новая правящая коалиция договорилась по возможности использовать открытые стандарты и программное обеспечение для предотвращения зависимости от поставщиков[148][149].

## Конференции LibreOffice
Начиная с 2011 года, The Document Foundation организует ежегодные конференции:
- 2011 — Париж, Франция — 12—15 октября[150]
- 2012 — Берлин, Германия — 17—19 октября[151]
- 2013 — Милан, Италия — 24—27 сентября[152]
- 2014 — Берн, Швейцария — 3—5 сентября[153]
- 2015 — Орхус, Дания — 23—25 сентября[154]
- 2016 — Брно, Чехия — 7—9 сентября[155]
- 2017 — Рим, Италия — 11—13 октября[156][157]
- 2018 — Тирана, Албания — 26—28 сентября[158]
- 2019 — Альмерия, Испания — 11—13 сентября[159]
- 2020 — веб-конференция — 15—17 октября[160]
- 2021 — веб-конференция — 23—25 сентября[161]
- 2022 — Милан, Италия и дистанционно (гибридное мероприятие) — 28 сентября — 1 октября[162]
- 2023 — Бухарест, Румыния — 20-23 сентября

## Ответвления, производные и схожие проекты
- AlterOffice — разработка российской компании ООО «Алми партнер» на основе LibreOffice[163].
- EuroOffice — ответвление от LibreOffice со свободными и несвободными расширениями, разработанными Венгерской фирмой MultiRacio[164][165].
- «LibreOffice powered by CIB» (LibreOffice на базе CIB) — приспособленное издание LibreOffice, разработанное немецкой CIB software GmbH и белорусской ИООО «СИБ софтвэр».[166]
- МСВСфера Офис — разработка российской компании ООО «НЦПР» на основе LibreOffice[167][168].
- NeoOffice[169] — офисный пакет для операционной системы OS X. Версия 2017 и более поздние версии основаны на LibreOffice[170]. Предыдущие версии включали исправления стабильности от LibreOffice[171].
- OxOffice — офисный пакет, основанный на LibreOffice с улучшенной поддержкой китайского языка[172] Первоначально основывался на OpenOffice.org[173].
- Циркон-офис — разработка российской компании ЗАО «МВП „Свемел“» на основе LibreOffice[174].